# 9. чета (филм)
9. чета (рус. 9 рота, енгл. The 9th Company) је руско-украјинско-финска ратна драма из 2005. године. Филм прати судбини младих војника из разних крајева бившег СССР-а, од њихове мобилизације и војне обуке у Узбекистану до учешћа у Совјетско-авганистанском рату и повлачења совјетске армије из Авганистана. 
Филм је режирао руски глумац и режисер Фјодор Бондарчук (прва режија дугометражног филм), који и глуми у филму. Сценарио, који је заснован на истинитом догађају, написао је Јури Короктов. 
Освојио је најзначајнију руску награду - награду за најбољи филм у 2006. години (Ника награда - руски Оскар) и био је руски кандидат за америчку награду Оскар за најбољи страни филм.
Филм је сниман преко 150 дана, на 18 локација на Криму, у Узбекистану и Москви.
Режисер Фјодор Бондарчурк је филм посветио своме оцу, познатом совјетском глумцу и режисеру Сергеју Бондарчуку.